# 直角前握把

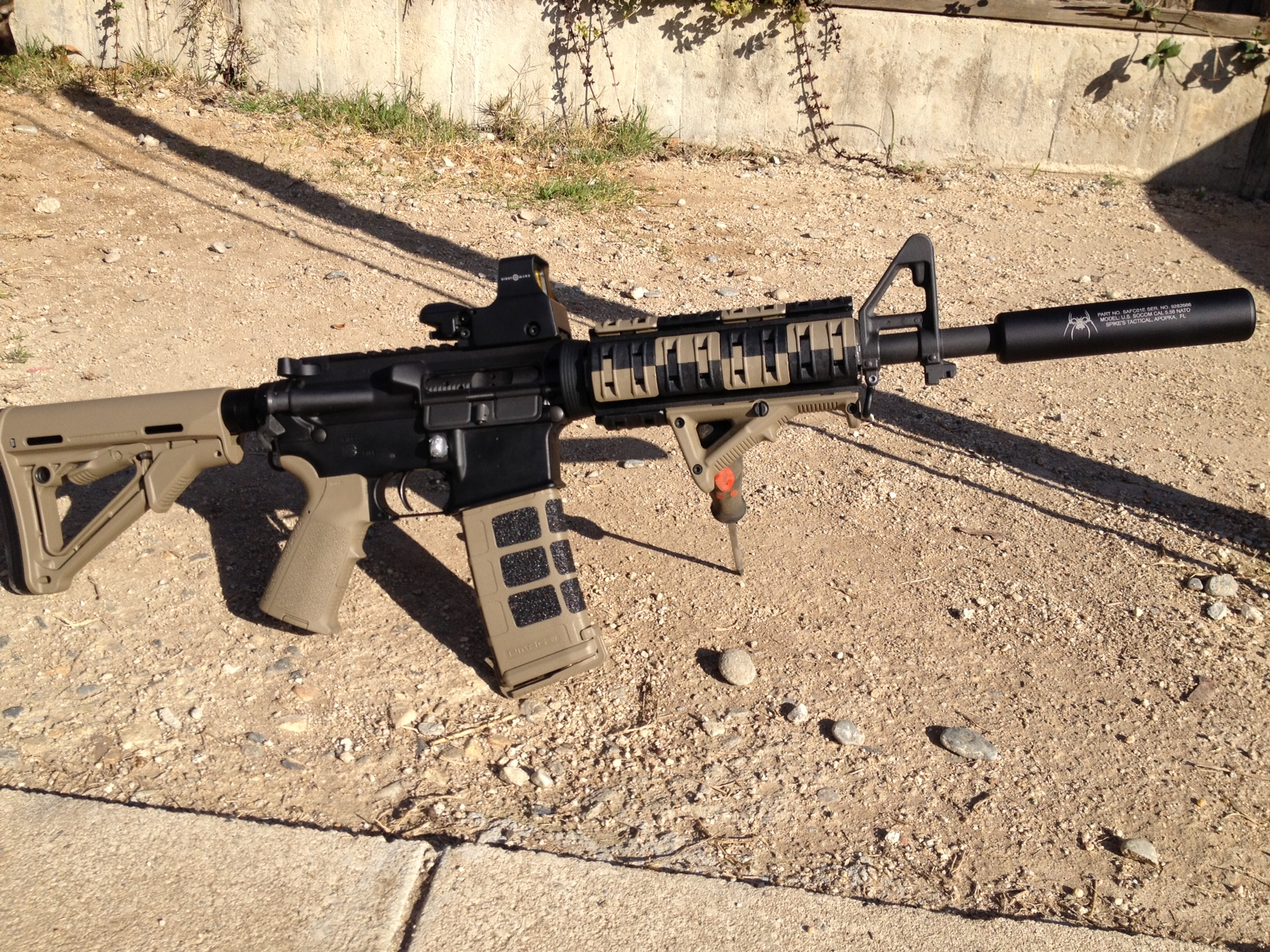
裝上了多個馬格普生產的附件的AR-15，當中包括由馬格普生產的直角前握把

直角前握把（英語：Angled forward grip）是一種可以安装在枪械护木上提供额外稳定功能的辅助握把。

## 使用
這類別的一個流行產品是馬格普動力學AFG（英語：MagPul Dynamics AFG；AFG，全稱：Angled Fore Grip）。
這類別的前握把讓操作者自身的手掌在放置到前握把上的時候，以放在槍械頂端的拇指推動向下，在使用「拇指壓槍管」的射擊姿勢的時候比緊握護木或垂直前握把更為自然。
前握把有助于提高枪械的机动性，因为人的伸出的手的自然角度更适合垂直角度抓握物体，而不是与身体垂直的水平角度。如果射手倾向于“用力控制武器”，握把可能会降低精密步枪射击的准确性。
垂直前握把内部直径内可以具备一些功能，例如握把外壳内的可展开双脚架。 
握把还可能配备战术灯以及嵌入握把组件的控制开关。其他设计可能包括备用零件的存储空间、光学器件的备用电池、武器灯或小型急救装备。有些设计可能底部配有O型圈螺纹，以使存储隔间防水。

## 流行文化

### 電影
- 2016年—：為第一代馬格普AFG，加裝於HK416以上，被瑞克·弗萊格（Rick Flag，喬爾·金納曼飾演）所使用。

### 遊戲
- 2012年—《战争前线》：作为武器固定配件（不可拆卸改装）安装于Mossberg 500 Custom与Saiga H.G.C Custom上以及作为武器可选配件（可拆卸改装）安装于AK Alpha突击步枪上。
- 2013年—《戰地風雲4》：可安裝於部份衝鋒槍、突擊步槍、輕機槍、卡賓槍、精確射手步槍及霰彈槍上。
- 2015年—《戰地風雲：強硬路線》：可安裝於部份衝鋒槍、突擊步槍、戰鬥步槍、卡賓槍及半自動狙擊步槍上。
- 2018年—《絕地求生》：可安裝於部份衝鋒槍、突擊步槍、精確射手步槍上。

## 資料來源
1. ↑  Bob Boyd. . Shooting Illustrated. 29 July 2011  [2014-06-20]. （原始内容存档于2014-05-02）.

## 外部連結
- （英文）—The Firearm Blog.com—Comparing the MagPul AFG’s （页面存档备份，存于）